# Horst Brandstätter (Autor)
Horst Brandstätter (* 15. Januar 1950 in Stuttgart; † 19. August 2006 in Baden-Baden) war ein deutscher Autor, Buchhändler, Antiquar, Galerist, Historiker und Herausgeber. Zeitweise arbeitete er auch als Feuilletonjournalist, Redakteur und Theaterdramaturg unter anderem bei Claus Peymann. Brandstätter hat zahlreiche Veröffentlichungen zu Themen der baden-württembergischen Kultur- und Landesgeschichte vorgelegt und herausgegeben, vor allem auch über die historischen Freiheitskämpfer des Landes.

## Kindheit und Ausbildung
Der Sohn eines Malers und einer Sekretärin wuchs in Stuttgart-Vaihingen auf. Brandstätter absolvierte nach der Schulzeit eine Buchhändlerlehre in Stuttgart-Degerloch von 1968 bis 1970. In der Neurologischen Klinik Dietenbronn leistete er seinen Zivildienst. Anschließend machte er gemeinsam mit seiner Frau Ulrike Brandstätter in Ulm eine Ausbildung zum Diplombibliothekar, die die beiden bis 1974 abschlossen.

## Berufsleben
Von 1973 bis 1976 war Brandstätter journalistisch tätig für die Stuttgarter Nachrichten. Als freier Mitarbeiter verfasste er zahlreiche Artikel zu Literatur und Geschichte von Baden-Württemberg. 1974 bis 1975 hatte er eine Anstellung als Redakteur bei der Fachzeitschrift für das öffentliche Bibliothekswesen „Buch und Bibliothek“ in Reutlingen. Die Freundschaft mit dem Stuttgarter Buchhändler Wendelin Niedlich und dem Verleger Andreas Meyer eröffnet Brandstätter Zugang zur Stuttgarter Kulturszene. 1976/77 arbeitete er unter Claus Peymann als Dramaturg am Württembergischen Staatstheater Stuttgart.
Ab 1977 begann er mit Recherchen zur Festung Hohenasperg. Das erste Ergebnis dieser Recherchen war das Radio-Feature „Asperg – Auf den Bergen wohnt die Freiheit“, das im Süddeutschen Rundfunk ausgestrahlt wurde. Dafür erhielt er 1978 den Schubart-Literaturpreis der Stadt Aalen. Das Buch "Asperg – ein deutsches Gefängnis" erscheint im selben Jahr im Wagenbach-Verlag.
Von 1978 bis 1982 betreiben Brandstätter und seine Frau den "marbacher buchladen" in Marbach am Neckar.
Von 1982 bis 2004 lebte Brandstätter in Öhningen, erst als freier Autor. 1993 eröffnete er – wieder zusammen mit seiner Frau – im „ehemaligen Torkel des Klosters“ eine Kunstgalerie, die mit einem Antiquariat verbunden war. In dieser Kunstgalerie fanden Ausstellungen namhafter zeitgenössischer Maler und Grafiker, unter anderem von Jan Peter Tripp, Johannes Grützke und Arno Waldschmidt sowie zahlreiche Autorenlesungen statt. Angeregt durch Brandstätter schuf Johannes Grützke den dreiteiligen Heckerzug für die Außenfassade des Konstanzer Bürgersaals.
2004 wurden Galerie und Antiquariat nach Baden-Baden verlegt. 2006 starb Horst Brandstätter an einem Krebsleiden.

## Auszeichnungen und Stipendien
- 1978 Schubart-Literaturpreis der Stadt Aalen
- 1987 Stipendium des Stuttgarter Schriftstellerhauses
- 1992 Stipendium der Kunststiftung Baden-Württemberg
- Förderpreis der Stadt Konstanz
- 2008 wurde ihm nach seinem Tod im Hermann-Hesse-Höri-Museum in Gaienhofen die Jahresausstellung des Forum Allmende gewidmet

## Veröffentlichungen (Auswahl)

### Herausgeber
- Asperg : ein deutsches Gefängnis : der schwäbische Demokratenbuckel und seine Insassen: Pfarrer, Schreiber, Kaufleute, Lehrer, gemeines Volk und andere republikanische Brut : mit Abschweifungen über Denunzianten und Sympathisanten in alter und neuer Zeit, Berlin : Wagenbach 1978, ISBN 978-3-8031-2045-8, weitere Ausgabe Herausgegeben vom Haus der Geschichte Baden-Württemberg, Ubstadt-Weiher : Verlag Regionalkultur 2015, ISBN 978-3-89735-928-4
- Hrsg. mit Jürgen Holwein: Stuttgart : Dichter sehen eine Stadt ; Texte und Bilder aus 250 Jahren, Stuttgart: Metzler 1989, ISBN 978-3-476-00671-4.
- Emma Herwegh: Im Interesse der Wahrheit. Zur Geschichte der deutschen demokratischen Legion aus Paris, von einer Hochverräterin. Libelle (Verlag) 1998. ISBN 978-3-909081-08-0
- Johannes Vennekamp: Arbeiten 1999–2003, Katalogbuch zur die Ausstellung im Städtischen Kunstmuseum Spendhaus Reutlingen und in der Stiftung Schloss Fachsenfeld, beides 2003, Städtisches Kunstmuseum Spendhaus Reutlingen, Gifkendorf: Merlin-Verlag 2003, ISBN 978-3-87536-240-4.
- Hrsg. mit Anton Hunger: Das Davidprinzip: Macht und Ohnmacht der Kleinen / Wendelin Wiedeking, Berlin : Wagenbach 2003, ISBN 978-3-8031-2481-4.

### Autor
- Vom Dichten und Trachten,  [Linolschn.: Axel Hertenstein], Pforzheim : Hertenstein-Presse 1990
- zusammen mit Bernd Neuzner: Wagner : Lehrer, Dichter, Massenmörder, samt Hermann Hesses Novelle Klein und Wagner, Frankfurt am Main: Eichborn 1996, Reihe Die Andere Bibliothek, ISBN 978-3-8218-4459-6.
- Justinus Kerner: Kleksographien : Hadesbilder kleksographisch entstanden und in Versen erläutert, mit einem Nachwort herausgegeben von Horst Brandstätter, Stuttgart : Lithos-Verlag 1998, ISBN 978-3-88480-025-6.
- Theodor Lessing: Badenwyler Marsch und Der Lärm (Lessing), Stuttgart ; Berlin: Mayer 1999, ISBN 978-3-932386-20-6.
- (Beitrag in) 30 Jahre Werkstatt Rixdorfer Drucke; 1963–1973 Berlin, 1974–1993 Gümse ; Katalog einer Ausstellung, die in Reutlingen, Wilhelmshaven und im Gutenberg-Museum Mainz zwischen 1993 und 1994 gezeigt wurde. Herausgegeben vom Städtischen Kunstmuseum Spendhaus Reutlingen. Mit Textbeitr. von Horst Brandstätter, Heinz Ohff und Andreas J. Meyer, Gifkendorf: Merlin-Verlag 1993, ISBN 978-3-926112-36-1.
- Der Verbrecher aus verlorener Ehre: eine wahre Geschichte von Friedrich Schiller ; aufs Neue ans Licht geholt und mit Erkundungen zum Dichter- und Räuberleben der republikanischen Freiheit des lesenden Publikums anheimgestellt, Waldburg : Demand 2005, ISBN 978-3-935093-40-8, erste Ausgabe Berlin: Wagenbach 1984, ISBN 978-3-8031-2117-2.